# Carex saltaensis
Carex saltaensis är en halvgräsart som beskrevs av Gross. Carex saltaensis ingår i släktet starrar, och familjen halvgräs. Inga underarter finns listade i Catalogue of Life.